# テリー・マクダーモット
テリー・マクダーモット（Terry McDermott、1951年12月8日 - ）は、イングランド・リヴァプール出身の元サッカー選手。元イングランド代表。現在はブラックプールFCのアシスタントコーチを務めている。
現役時代のポジションはMF、1982年より出身地であるリヴァプールのリヴァプールFCに移籍、10番としてプレー、7シーズン半を過ごしトータルで328試合80ゴールを記録、得点力の高い中盤の選手として3シーズン連続二桁ゴールを記録、3度のUEFAチャンピオンズカップ、5度のリーグ優勝など数々のタイトル獲得に貢献した。特に1977年のUEFAチャンピオンズカップ決勝、ボルシア・メンヒェングラートバッハ戦においてリヴァプールの1点目のゴールを決めて優勝に貢献、同年UEFAスーパーカップ、ハンブルガーSV戦のセカンドレグにおいてはハットトリックを決め、チームを優勝に導いた。
イングランド代表としては25試合でプレー、UEFA欧州選手権1980では2試合でプレーしたが、1982 FIFAワールドカップでは出場機会が無かった。

## タイトル

### クラブ
リヴァプールFC
- ファーストディヴィジョン  : 1975-76, 1976-77，1978-79，1979-80, 1981-82,
- FAカップ (2) : 1980-81, 1981-82,
- FAチャリティ・シールド (4) : 1976, 1977, 1979, 1980,
- UEFAチャンピオンズカップ (3) : 1976-77,1977-78, 1980-81,
- UEFAカップ 1975-76
- UEFAスーパーカップ 1977

APOELニコシア
- キプロス・ファーストディビジョン 1985-86
- キプロス スーパーカップ　1986

### 個人タイトル
- フットボールリーグファーストディヴィジョン年間最優秀ゴール賞　1976-77
- PFA年間ベストイレブン 1979-80
- PFA年間最優秀選手賞 1979-80
- FWA年間最優秀選手賞 1979-80
- UEFAチャンピオンズカップ 得点王 1980-81